# Imre Nagy (pentatleta)
Imre Nagy (Monor, 21 de fevereiro de 1933 - 20 de outubro de 2013) é um ex-pentatleta húngaro, campeão olímpico. 

## Carreira
Imre Nagy representou seu país nos Jogos Olímpicos de 1960 e 1964, na qual conquistou a medalha de ouro, no pentatlo moderno por equipes, em 1960. 